# Albin Kaasinen
Albin Kaasinen (7. dubna 1892 Liperi – 3. března 1970) byl finský sochař. Jeho hlavním materiálem bylo dřevo, ze kterého vyřezával poměrně malé postavy, které představovaly život v Liperi. Jeho díla jsou humorná a expresivní. Kaasinenovými rodiči byli loutkař Matti Paavo Kaasinen a Maria Iljeff. Působil jako sochař od roku 1916 a od roku 1933 byl pověřen městským muzeem Käkisalmi. Byl také předsedou představenstva Národní knihovny Käkisalmi. Jeho hlavními pracemi byly dřevěné sochy Kyläkuoro, Korkea oikeus, Huutokauppa a Kokous.
Kaasinenova práce je v Ateneumu v Helsinkách a v Muzeích umění Hämeenlinna a Turku. Medaile Pro Finlandia mu byla udělena v roce 1963.